# Andrew Blake

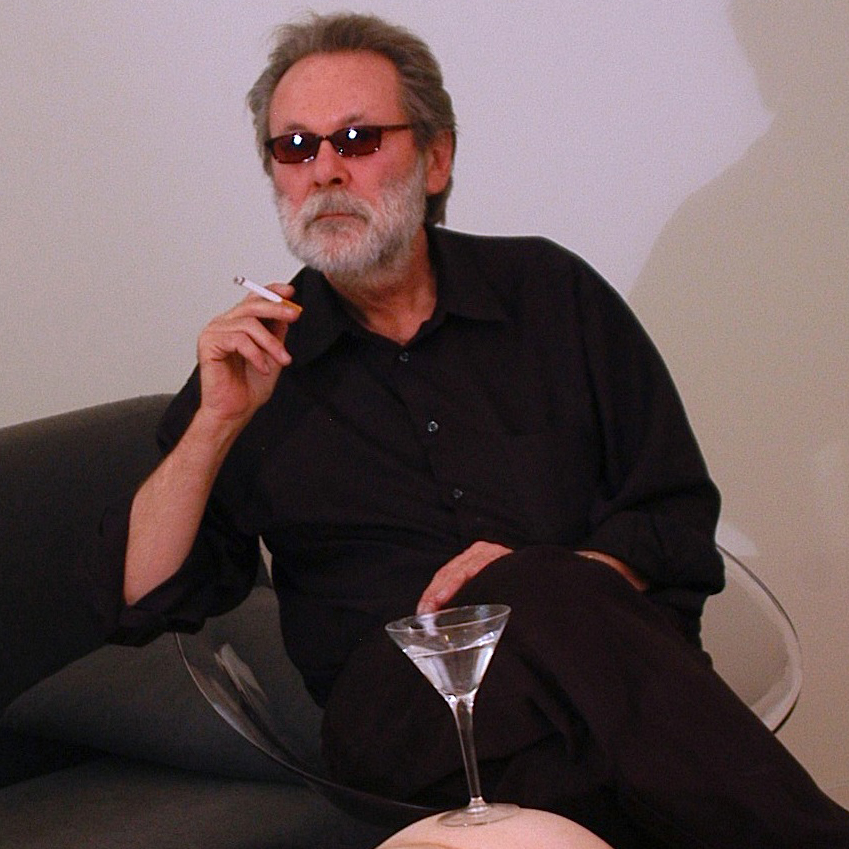
Andrew Blake

Andrew Blake, eigentlich Paul Nevitt, (* 1947 in den USA) ist ein US-amerikanischer Pornofilmregisseur, Filmregisseur, Filmproduzent, Drehbuchautor und Art Director.

## Filmarbeit
Er gilt neben Michael Ninn und Gregory Dark als Visionär und Erneuerer des Pornofilms. Wie diese drehte er pornografische Filme in edlem Ambiente, mit exklusiver Ausstattung und mit größerem Budget. Zu seinen Darstellerinnen zählen unter anderem Anita Blond, Tera Patrick, Janine Lindemulder und Dahlia Grey. Meist sind Blakes Filme auch in außergewöhnlicher Umgebung, beispielsweise Schlössern oder architektonisch anspruchsvollen Villen und Apartments, gedreht.
Charakteristisch für seine Filme ist das Fehlen von stöhnenden und sonstigen Lautäußerungen der Darsteller. Die Soundkulisse beschränkt sich meist auf unaufdringliche Instrumentalmusik seines Stammkomponisten Raoul Valve. Dialoge in Blakes Filmen sind ebenso selten wie der Auftritt eines Mannes. Die Aufnahmen entstehen fast ausschließlich im 16-mm-Filmformat, womit Blake eine große Ausnahme in der Pornobranche ist, da heute fast alle pornografischen Filme auf Video produziert werden. Typisch für seine Filme ist auch der große Anteil von Zeitlupen- und Schwarz-Weiß-Aufnahmen.
Seiner Entdeckung Aria Giovanni spendierte er sogar eine Hommage auf 35-mm-Film, obwohl feststand, dass der Film Aria nur als VHS-Kassette vertrieben werden sollte. Blakes erster Pornofilm Night Trips erschien 1989. Seitdem führte er bei mindestens 35 Pornofilmen Regie. Blakes großes Vorbild ist der Fotograf Helmut Newton, dessen Vorlagen er oft in bewegte Bilder umsetzt. Blake ist Mitglied der AVN Hall of Fame und der XRCO Hall of Fame.

## Filmografie
- 1988: Playboy: Sexy Lingerie (1988) (als Paul Nevitt)
- 1989: Night Trips
- 1990: Secrets
- 1990: Night Trips II
- 1990: House of Dreams
- 1990: Playboy: Sexy Lingerie II (1990) (als Paul Nevitt)
- 1991: Playboy: Sexy Lingerie III (1991) (als Paul Nevitt)
- 1991: Desire (auch Art of Desire und Andrew Blake's Desire)
- 1992: Andrew's Blake's Girls
- 1992: Hidden Obsessions
- 1993: Sensual Exposure
- 1993: Les Femmes Erotiques (auch The Erotic Women)
- 1994: Pin-Ups (auch Andrew Blake's Pin-Ups)
- 1994: Private Property
- 1994: Sex & Money
- 1995: Penthouse Pet of the Year Play-Off 1995 (als Paul Nevitt)
- 1995: Captured Beauty
- 1996: Unleashed (auch Andrew Blake's Unleashed)
- 1997: Possessions
- 1997: Dark Angel
- 1997: Paris Chic (auch Bizarre Women)
- 1997: Venus Descending
- 1998: Wild
- 1998: Wet
- 1998: High Heels (auch Obsessions High Heels)
- 1998: Delirious
- 1999: Playthings (auch Glamour)
- 1999: Pin-Ups 2 (auch Andrew Blake's Pin-Ups 2)
- 1999: Aroused
- 2000: Art of Desire
- 2000: Decadence
- 2000: Secret Paris
- 2000: 2000 Part One / 2000 Part two
- 2000: Amy and Julie
- 2001: Exhibitionists
- 2001: Aria
- 2001: Blond & Brunettes
- 2002: The Villa
- 2002: Girlfriends
- 2002: Justine
- 2003: Adriana
- 2003: Dollhouse
- 2003: Hard Edge
- 2004: Feel The Heat
- 2004: Naked Diva
- 2005: Close-Ups
- 2005: Flirts
- 2005: Body Language
- 2005: Teasers / Teasers 2
- 2006: Sultry - A Carnal Compilation
- 2007: X
- 2007: X2 cinema abstract
- 2008: Paid Companions
- 2009: Voyeur Within
- 2010: Sex Dolls
- 2012: Lipstick & Lace

## Besondere Auszeichnungen
- 1999 AVN Award „Best All-Sex, Film“ (High-Heels)
- 2000 AVN Award „Best All-Sex Film“ (Playthings)
- 2002 AVN Award „Best Art Direction Film“ (Blond & Brunettes)
- 2002 AVN Award „Best Cinematography“ (Blond & Brunettes)
- 2002 Venus Award „Best Director USA“
- 2004 AVN Award „Best All Sex Film“ (Hard Edge)
- 2004 AVN Award „Best Art Direction Film“ (Hard Edge)
- 2004 AVN Award „Best Cinematography“ (Hard Edge)
- 2004 AVN Award „Best Editing Film“ (Hard Edge)
- 2006: Temptation Award als Best Director – Film (Valentina)[1]
- 2008 AVN Award „Best Editing Film“ (X)
- 2009 AVN Award „Best Cinematography“ - (Paid Companions)